# Miralcampo
Miralcampo es un barrio de Albacete (España) situado al norte de la ciudad.

## Situación
Está situado muy cerca del Cementerio de Albacete, la Estación Depuradora de Aguas Residuales de Albacete, el Ecoparque de Albacete o el Polígono Industrial Romica. 

## Accesos
Tiene accesos tanto por la carretera nacional 322 (N-322) como por la carretera Nueva del Cementerio.

## Asociación vecinal
Junto con el contiguo barrio de Campoalegre, cuenta con una asociación de vecinos denominada Piña Verde, que forma parte de la Federación de Asociaciones de Vecinos de Albacete (FAVA).

## Fiestas
Las fiestas del barrio tienen lugar a finales de junio o principios de julio según el año.